# Observatorio Astronómico Los Molinos
El Observatorio Astronómico Los Molinos (OALM) es una dependencia uruguaya de la Dirección Nacional de Innovación, Ciencia y Tecnología (DICYT) del Ministerio de Educación y Cultura. Ubicado en las afueras del departamento de Montevideo, Uruguay, su dirección es Camino de los Molinos 5769 esquina Camino a la Cuchilla Pereira.
En OALM se encuentran cuatro observatorios, de los cuales dos son operados en forma continua por estudiantes y astrónomos observadores funcionarios del OALM y los otros dos restantes por la Asociación de Aficionados a la Astronomía, asociación civil de aficionados. La mayor parte del equipamiento disponible en el observatorio ha sido adquirido a través del Programa de Desarrollo de Ciencias Básicas (PEDECIBA) y es utilizado en varios programas observacionales, muchos de los cuales se hacen en colaboración con astrónomos del Departamento de Astronomía de la Facultad de Ciencias de la Universidad de la República.

## Historia
El observatorio se inauguró en 1994, con un telescopio Broadhurst Clarkson & Fuller de 35 cm. Dicho telescopio ha sido utilizado desde el comienzo para la investigación en el área de Cuerpos Menores del Sistema Solar. 
El siguiente telescopio instalado en el OALM fue un MEADE de 25cm perteneciente a la Sociedad Astronómica Octante (SAO).

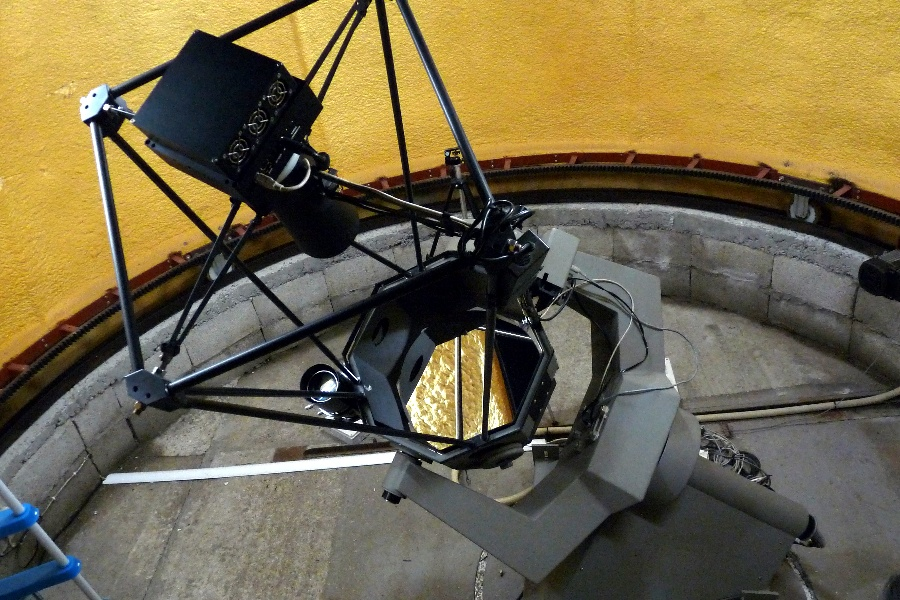
Telescopio Centurion

En el año 2002 mediante fondos aprobados para proyectos llevados adelante por la Universidad, se instaló un nuevo telescopio Centurion 18 el cual ha sido utilizado para hacer la búsqueda y el descubrimiento de nuevos 
cuerpos menores del sistema solar. 
La Asociación de Aficionados a la Astronomía inauguró su observatorio en el año 2004 el cual cuenta con un telescopio newtoniano de 35 cm, construido en su totalidad en el departamento de Colonia, Uruguay. 
Finalmente en el año 2009 por fondos adquiridos por la Universidad de al República, se adquirió un telescopio L+200 de 30 cm GPS con cúpula portátil para realizar observaciones fuera del observatorio como ocultaciones de estrellas por asteroides.

## Divulgación

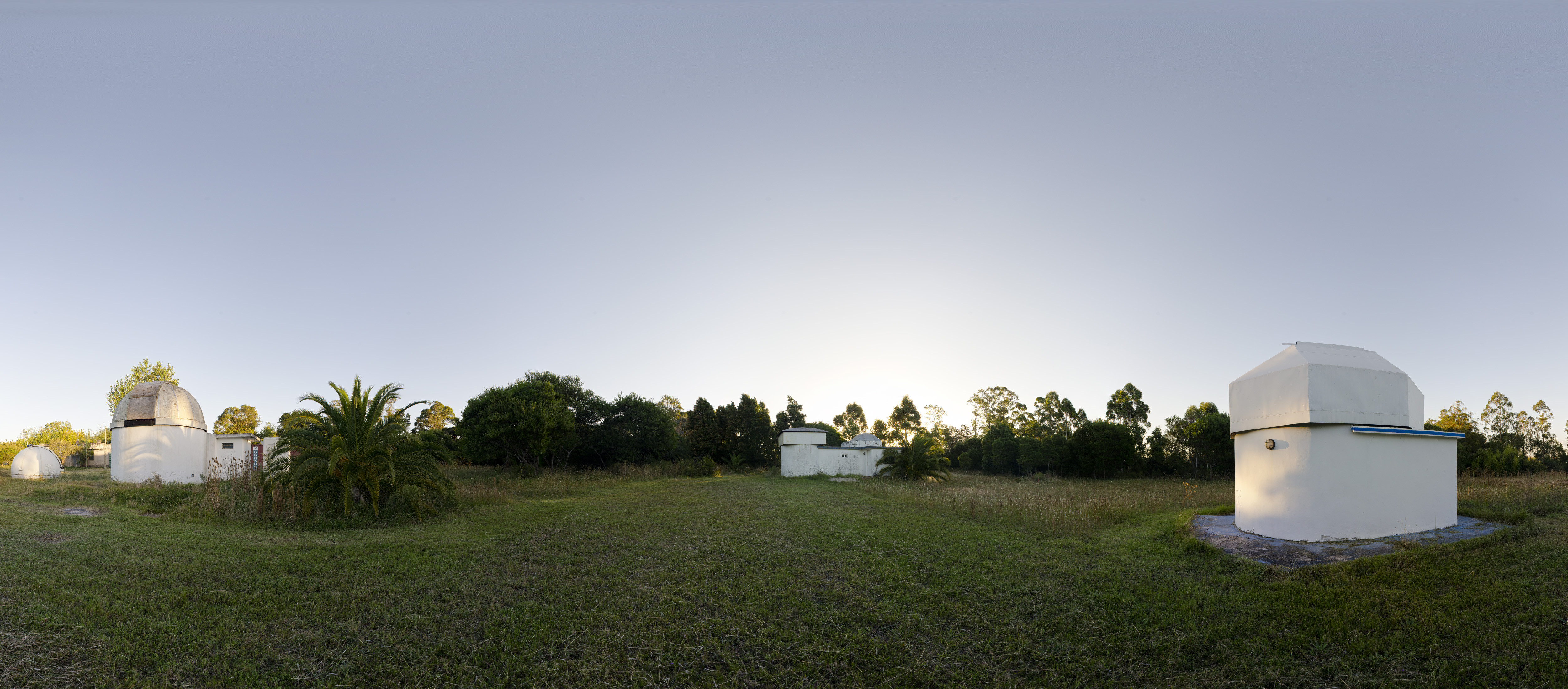
Observatorio Astronómico Los Molinos, Montevideo, Uruguay.

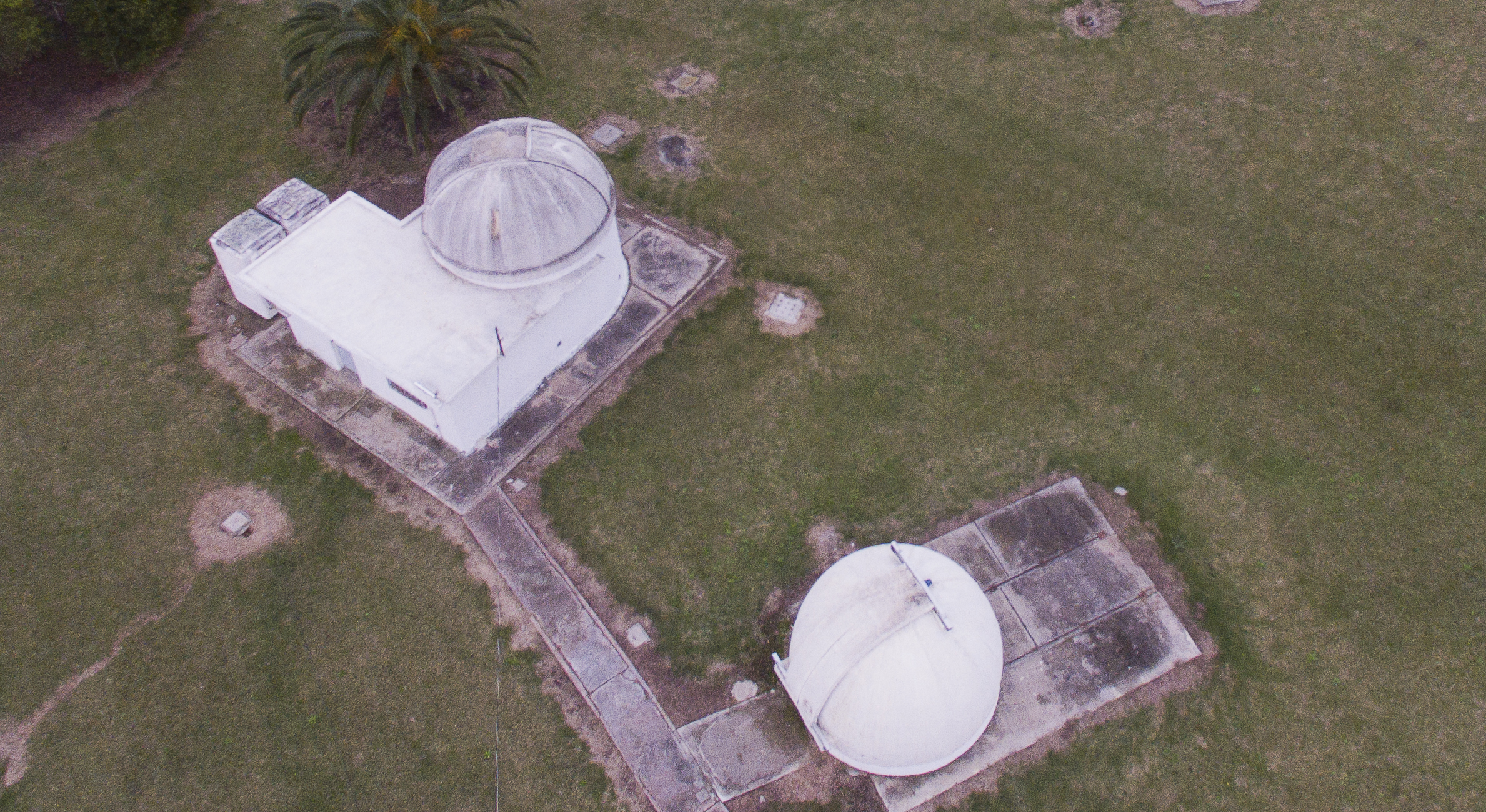
Observatorio Astronómico Los Molinos, foto aérea, Montevideo, Uruguay.

Una función importante del observatorio ha sido la divulgación de la ciencia y de la astronomía principalmente entre niños y adolescentes. Para esto el observatorio abre sus puertas al público y también acompaña la realización de otras actividades a nivel nacional. Algunas de estas actividades son:
- Atención de visitas de Jardines.
- Escuelas y liceos públicos y privados.
- Grupos de UTU (Universidad del Trabajo del Uruguay en cursos de Óptica).
- Guía y asesoramiento a Clubes de Ciencias.
- Día del Patrimonio.
- Semana de la Ciencia y Tecnología.
- Museos en la Noche.
- Visitas mensuales para público en general.

Las actividades previamente mencionadas le significan al OALM unos 2000 visitantes por año.

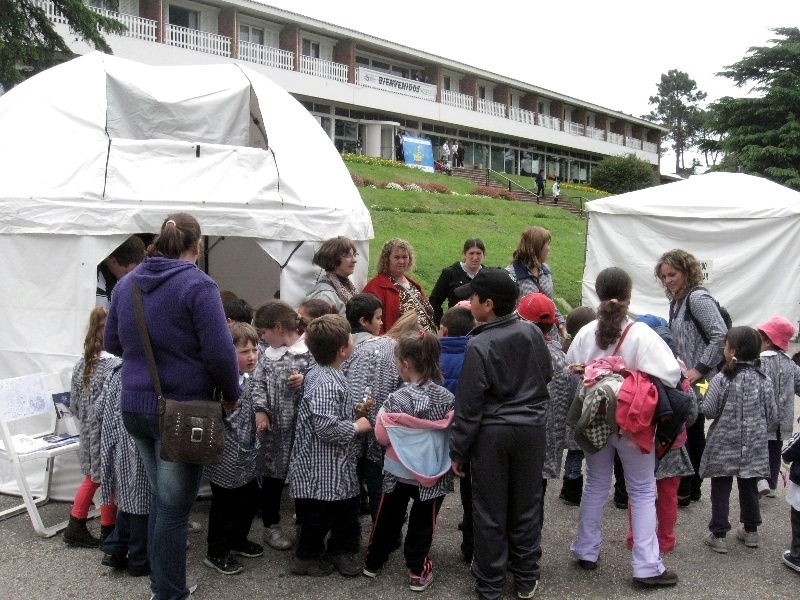
El OALM en la 26.ª Feria Nacional de Clubes de Ciencia en el Parque de Vacaciones de Funcionarios de UTE ANTEL, Lavalleja, Uruguay en 2012

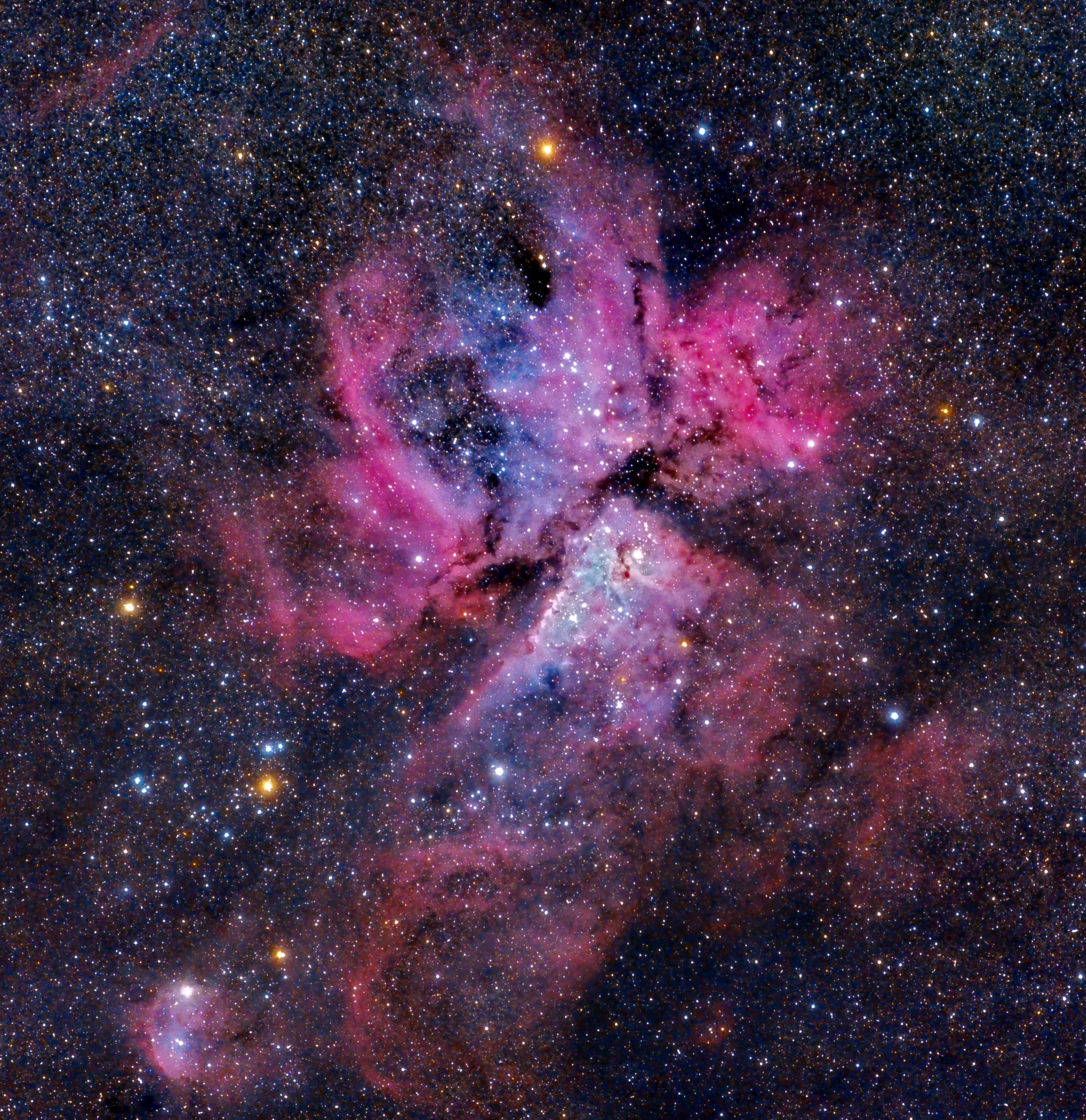
Nebulosa de Eta Carinae o NGC 3372 tomada desde el OALM.
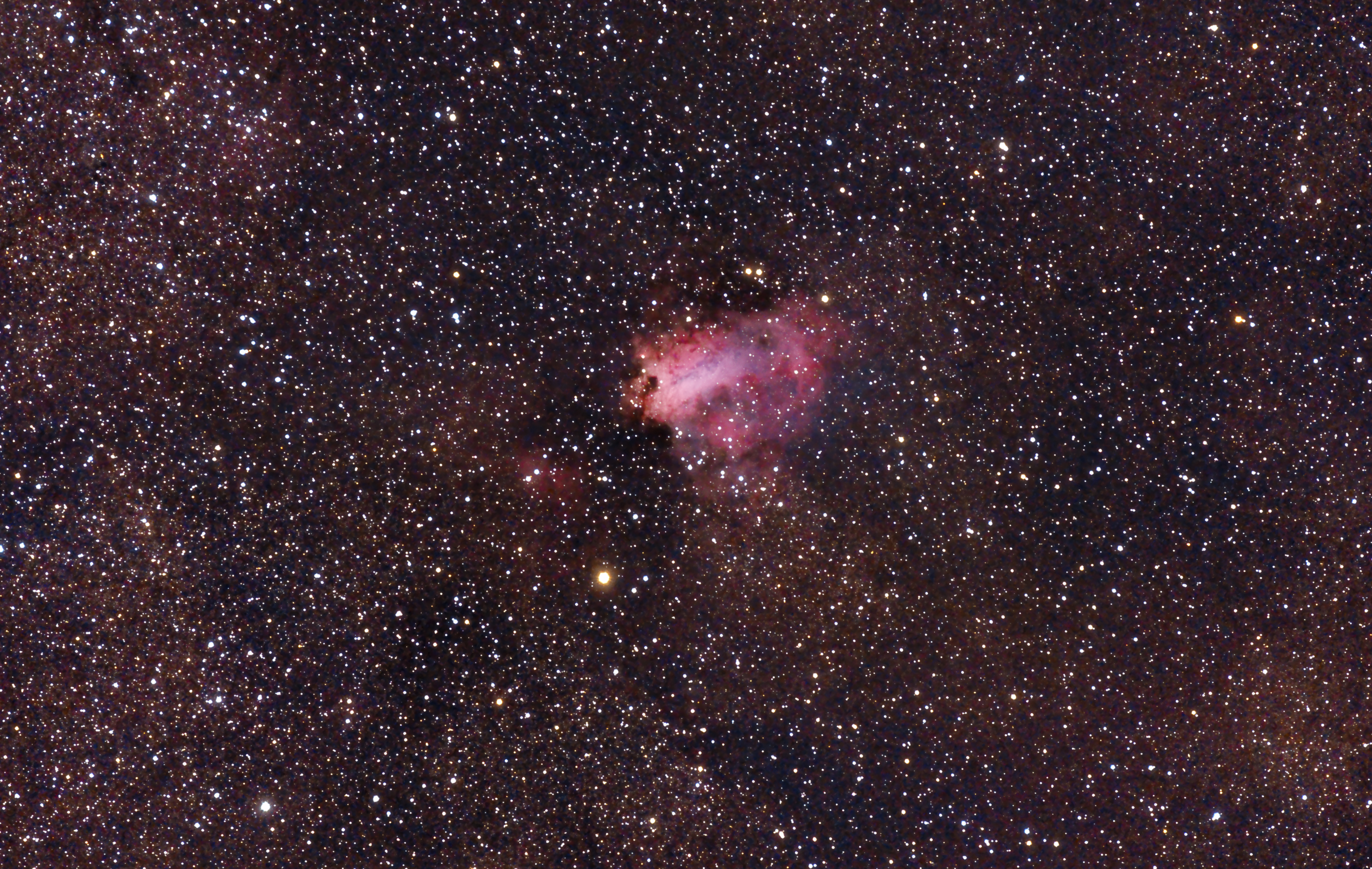
Nebulosa Omega o M 17 tomada desde el OALM.
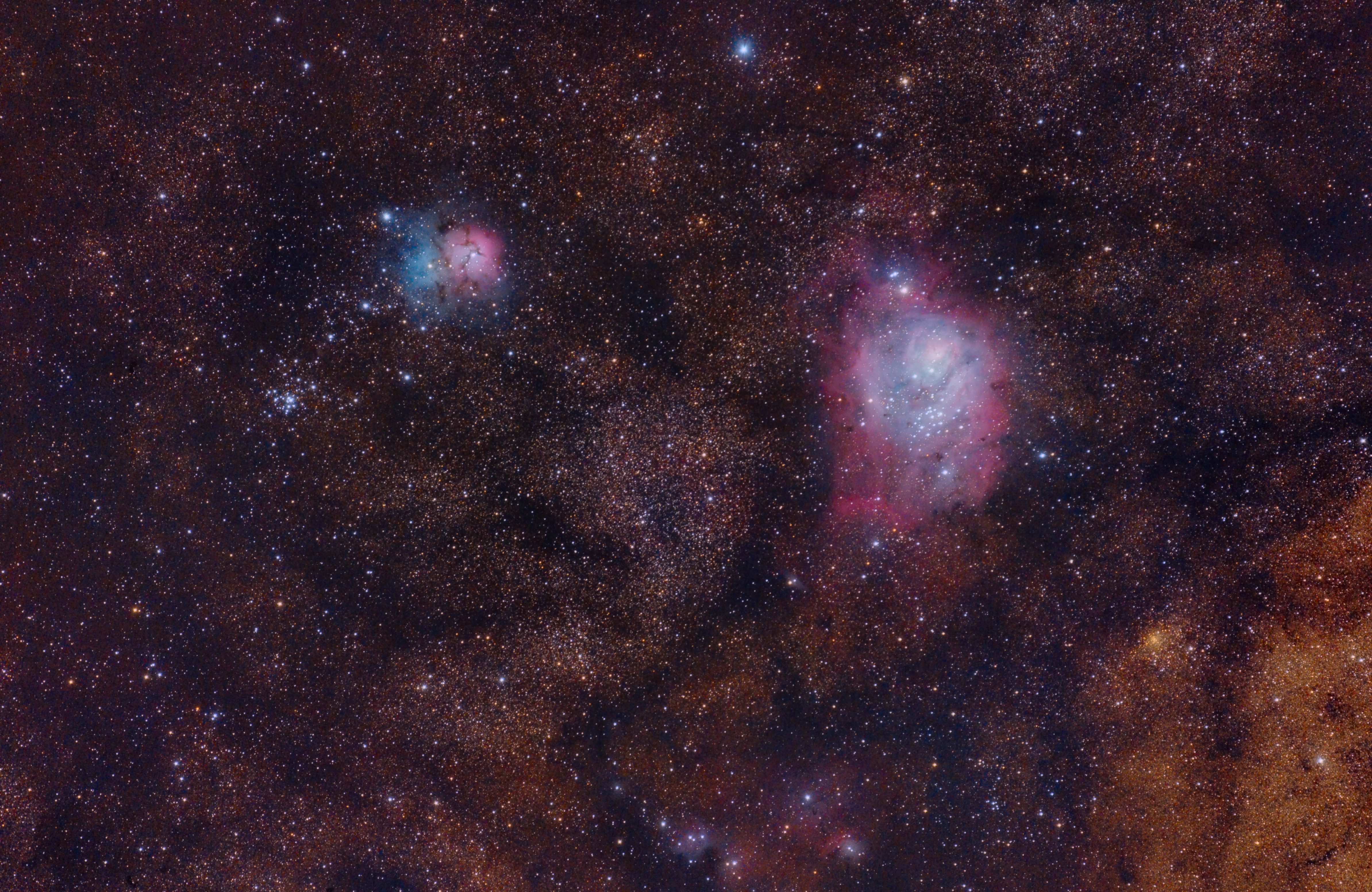
Nebulosa de Trífida o M20 y Nebulosa de la Laguna o M8 tomadas desde el OALM.
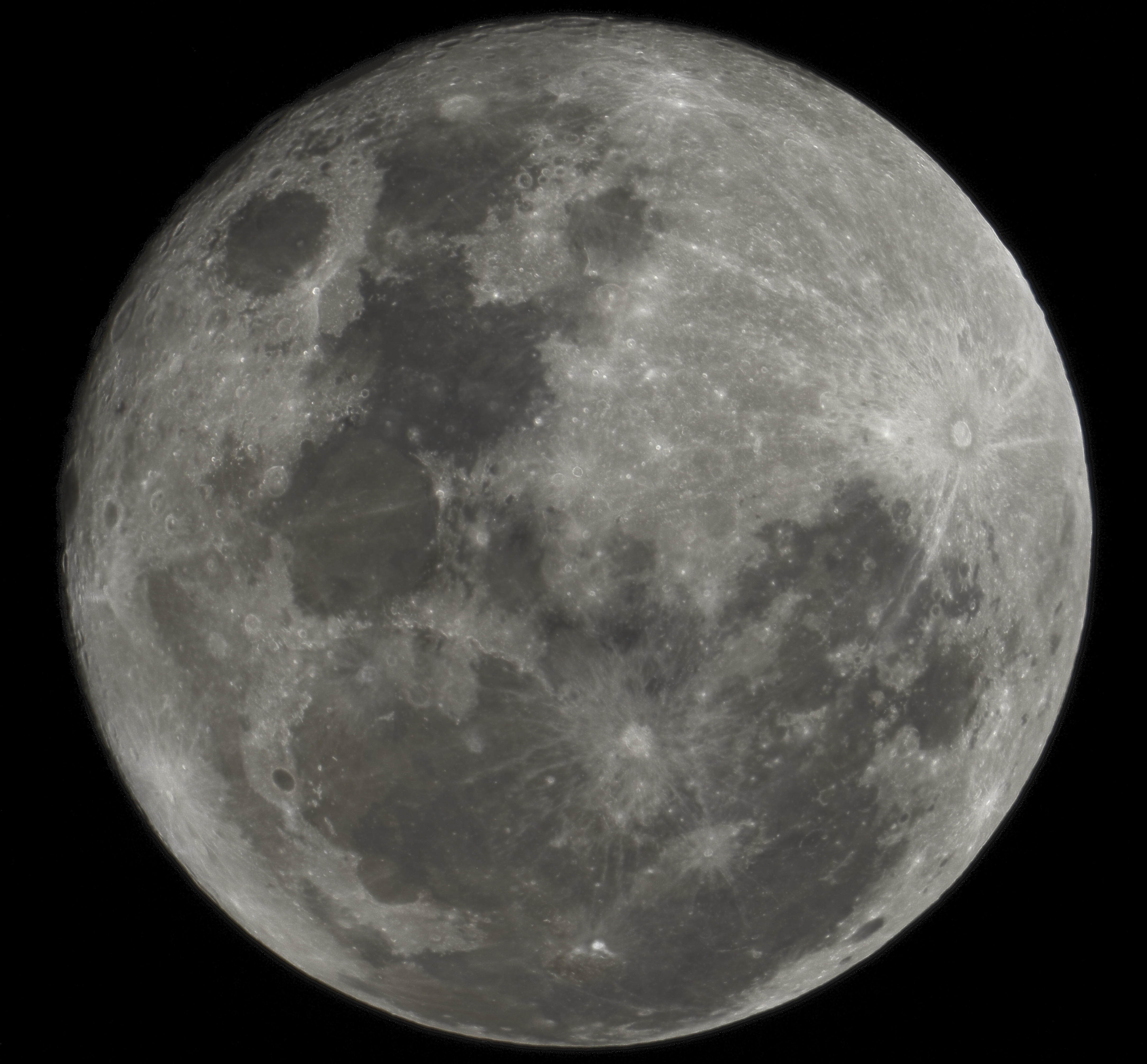
Imagen de la Luna tomada con el telescopio MEADE LX200 de 0.30m y una Nikon Df.
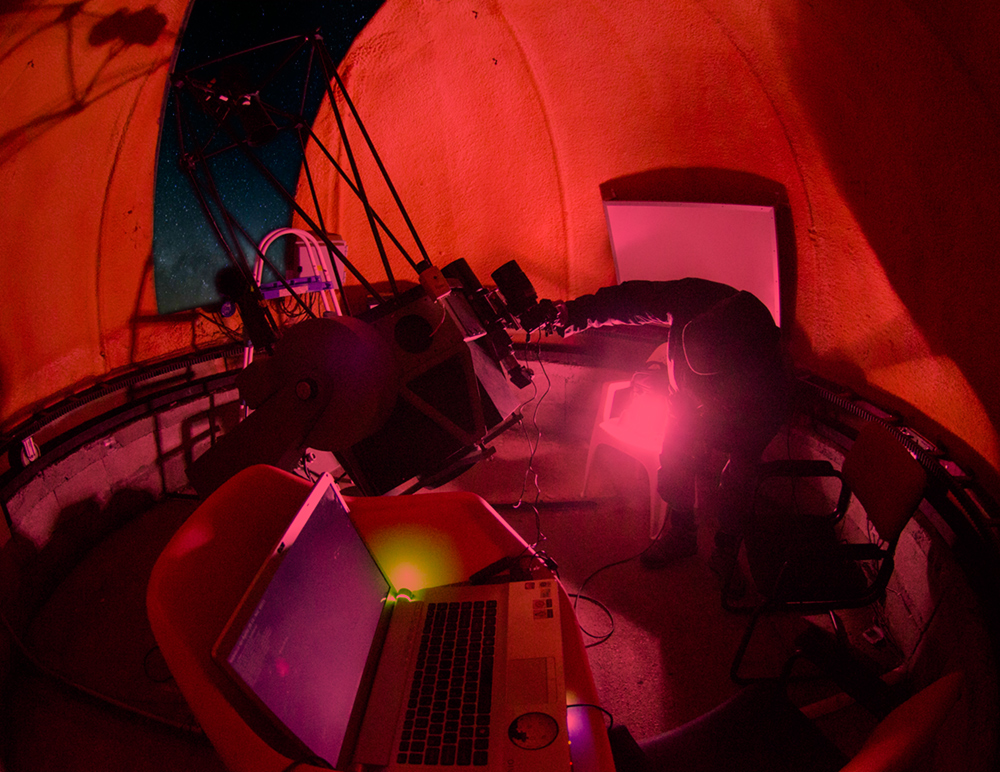
Imagen de una jornada realizando astrofotografía, con una Nikon Df y un lente de 500 mm en piggyback sobre el telescopio Centurion.

## Investigación
El Observatorio Astronómico Los Molinos (OALM) concentra su trabajo de investigación en cuatro áreas, seguimiento de asteroides cercanos a la tierra (NEAs), monitoreo de Asteroides  en órbitas cometarias (ACOs), fotometría y astrometría de cometas y búsqueda de nuevos asteroides próximos a la Tierra (NEAs).
A partir del año 2007 el OALM ha participado de varias campañas internacionales de observación de ocultaciones de estrellas por Objetos Trans-Neptunianos (TNOs). Estas campañas multitudinarias permiten la determinación y ajuste de la forma y tamaño de estos objetos, de forma directa e independiente de modelos matemáticos.

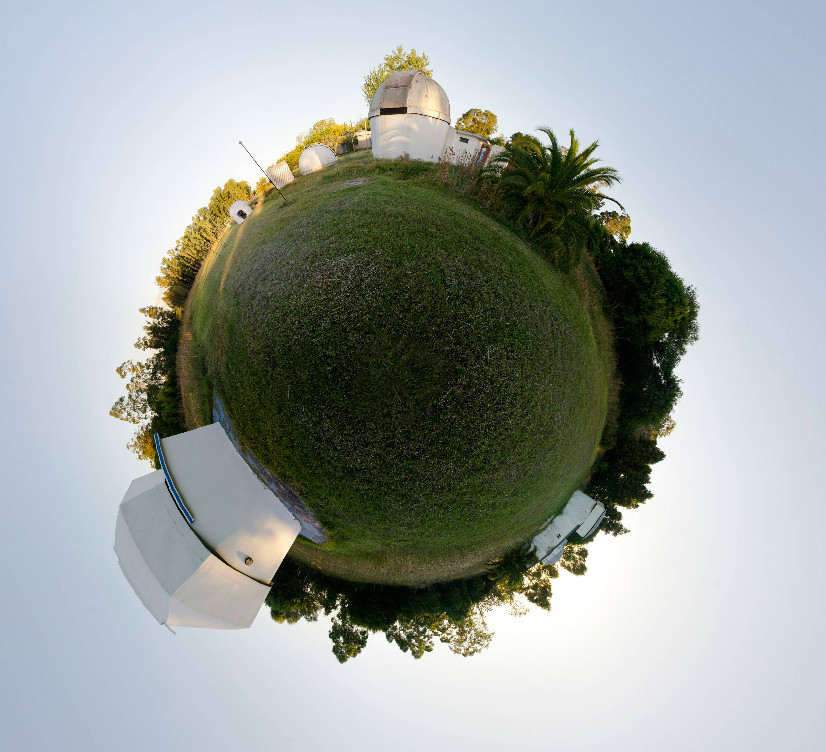
Observatorio Astronómico Los Molinos, Montevideo, Uruguay

## Publicaciones
Las mayor contribución científica del Observatorio Astronómico Los Molinos (OALM) son astrometrías de los cuerpos menores (asteroides y cometas), las cuales son reportadas al Minor Planet Center (MPC) en forma electrónica y procesadas por este organismo de la UAI en forma automática. Las astrometrías de aquellos objetos recientemente descubiertos, suelen ser recolectadas en forma de circulares individuales disponibles de forma electrónica en el MPC. Las astrometrías de objetos ya conocidos se suele acumular en bases de datos y utilizadas para generar actualizaciones orbitales de estos cuerpos menores de forma periódica.
Las investigaciones de las cuales el OALM es partícipe o autor se publican en congresos, proceedings o revistas internacionales, los cuales son arbitrados y aprobados por un comité científico. Alguna de las publicaciones arbitradas realizadas por el OALM son las siguientes:
- "Period and amplitude determination of asteroid 10142 Sakka", The Minor Planet Bulletin (ISSN 10528091). Bulletin of the Minor Planets Section of the Association of Lunar and Planetary Observers, Vol. 32, No. 1, p. 14 (2005).[5]
- "Activities of the Observatorio Astronómico Los Molinos (Uruguay)", Astronomy for the Developing World, 26th meeting of the IAU, Special Session 5, Prague, Czech Republic (2006).[6]
- "Stellar Occultations by TNOs: the January 08, 2011 by (208996) 2003 AZ84 and the May 04, 2011 by (50000) Quaoar", EPSC-DPS Joint Meeting 2011, EPSC Abstracts, Vol. 6, EPSC-DPS2011-1060 (2011).[7]
- "The Stellar Occultation by Makemake on 2011 April 23", EPSC-DPS Joint Meeting 2011, EPSC Abstracts, Vol. 6, EPSC-DPS2011-704 (2011).[8]
- "Tancredi 5088: Rotation period and phase coefficients", The Minor Planet Bulletin (ISSN 1052-8091). Bulletin of the Minor Planets Section of the Association of Lunar and Planetary Observers, Vol. 39, No. 1, p. 14-15 (2012).[9]
- "Albedo and atmospheric constraints of dwarf planet Makemake from a stellar occultation", Nature 491, 566–569 (2012).[10]
- "The Size, Shape, Albedo, Density, and Atmospheric Limit of Transneptunian Object (50000) Quaoar from Multi-chord Stellar Occultations", The Astrophysical Journal, Volume 773, Issue 1, article id. 26, 13 pp. (2013).[11]
- "A ring system detected around the Centaur (10199) Chariklo", Nature 508, 72–75 (03 April 2014).[12]
- "Distribution of boulders and the gravity potential on asteroid Itokawa", Icarus - Volume 247, February 2015, Pages 279–290.[13]

## Descubrimientos
| Nombre               | Tipo              | Fecha de descubrimiento | Ref.   |
| -------------------- | ----------------- | ----------------------- | ------ |
| (68853) Vaimaca      | Asteroide         | 19 de abril de 2002     | [ 14 ] |
| (73342) Guyunusa     | Asteroide         | 4 de mayo de 2002       | [ 15 ] |
| VSX J034330.8-442815 | Estrella variable | 18 de noviembre de 2011 | [ 16 ] |
| VSX J074722.4+220414 | Estrella variable | 19 de noviembre de 2011 | [ 17 ] |

## Listado de telescopios
|  | Nombre                             | Fabricante                   | Inau. | Diámetro | Distancia focal | Relación Focal | Uso                                                                                                 |
|  | ---------------------------------- | ---------------------------- | ----- | -------- | --------------- | -------------- | --------------------------------------------------------------------------------------------------- |
|  | 0.46m Astroworks Centurion 18      | Astrowotks                   | 2002  | 0.46m    | 1.28m           | 2.8            | Búsqueda y seguimiento de asteroides y cometas                                                      |
|  | 0.35m Broadhurst Clarkson & Fuller | Broadhurst Clarkson & Fuller | 1994  | 0.35m    | 1.75m           | 5              | Fotometría de asteroides y cometas, estudios de curvas de luz y actividad cometaria                 |
|  | 0.30m MEADE LX200 ACF              | Meade                        | 2009  | 0.30m    | 1.44m           | 4.7            | Observación de ocultaciones estelares por objetos Trans-Neptunianos (TNOs) en expediciones de campo |

## Cámaras
| Cámaras CCD                                                              | Características |
| ------------------------------------------------------------------------ | --- |
| Cámara CCD Finger Lake Instruments                                       | - Modelo: ProLine PL09000 with standard grade Kodak KAF-09000 - Peak QE: 69% - Pixel Array: 3056 × 3056 píxeles - Pixel Size: 12×12 microns - Resolution: 1.93" - Field: 1.64x1.64 deg    |
| Cámara CCD SBig                                                          | - Modelo: ST-8XME - Pixel Array: 1530 × 1020 px - Pixel Size: 9×9 µm - Resolution: 1.04 arcsec - Field: 27 × 18 arcmin con rueda de filtros UBVRI - Unidad de Óptica Adaptativa SBIG AO-8 |
| Cámara CCD SBig                                                          | - Modelo: ST-7 - Pixel Array: 765 × 510 px - CCD Size: 6.9 x 4.6 mm - Pixel Size: 9 × 9 µm - Field: 16.5 x 11 arcmin - Resolution: 1.29 arcsec                                            |
| Espectrógrafo. DSS-7 Deep Space Spectrograph SBig Colimador. Kendrick 2" | |
| Laser Collimator                                                         | |
| Cúpula portátil de 3m de diámetro                                        | |
| Telescopio Meade 10"                                                     | |